# Beddau
Beddau är en ort i Storbritannien.   Den ligger i kommunen Rhondda Cynon Taf och riksdelen Wales, i den södra delen av landet, 220 km väster om huvudstaden London. Beddau ligger 116 meter över havet och antalet invånare är 8 134.
Terrängen runt Beddau är kuperad norrut, men söderut är den platt. Terrängen runt Beddau sluttar söderut. Runt Beddau är det tätbefolkat, med 947 invånare per kvadratkilometer. Närmaste större samhälle är Cardiff, 14,8 km sydost om Beddau. Trakten runt Beddau består i huvudsak av gräsmarker.